# رباعي أضلاع مماسي

رباعي مماسي

رباعي مماسي أو رباعي محيط بالدائرة هو رباعي محدب تكون فيه جميع أضلاعه مماسات لدائرة تسمى بالدائرة الداخلية.

## أمثلة
أمثلة على الرباعيات المماسية هي مربع، معين، طائرة ورقية.

## وصلات خارجية
- إيريك ويستاين، رباعي مماسي، ماثوورلد Mathworld (باللغة الإنكليزية).